# Yang di-Pertua Negeri Sabah
Yang di-Pertua Negeri Sabah bezeichnet das zeremonielle Staatsoberhaupt im malaysischen Bundesstaat Sabah. Er wird vom Yang di-Pertuan Agong auf Vorschlag des Ministerpräsidenten ernannt. Der Yang di-Pertua Negeri führt den Titel Tuan Yang Terutama (T.Y.T.), was „Seine Exzellenz“ bedeutet.
Der derzeitige Amtsinhaber ist seit 1. Januar 2011 Juhar Mahiruddin.